# بوزومر دایشهاوزن
بوزومر دایشهاوزن (به آلمانی: Büsumer Deichhausen) یک شهر در آلمان است که در Büsum-Wesselburen واقع شده‌است. بوزومر دایشهاوزن ۳۴۵ نفر جمعیت دارد.